# Исангулов, Фарит Ахмадуллович
Фари́т Ахмаду́ллович Исангу́лов (баш. Фәрит Әхмәҙулла улы Иҫәнғолов; 6 марта 1928, дер. Карламанбашево Кармаскалинского района Башкирской АССР — 20 мая 1983) — башкирский писатель и педагог.

## Биография
Фарит Ахмадуллович Исангулов родился 6 марта 1928 года в деревне Карламанбашево Башкирской АССР в крестьянской семье. Детство прошло в деревне Утеймуллино Аургазинского района. В 1945 г. по окончании средней школы поступил в Башкирский педагогический институт (ныне Уфимский университет науки и технологий) на факультет башкирского языка и литературы. В 1949—51 годах преподавал в Бишаул-Унгаровской школе Кармаскалинского района, дойдя до должности завуча. В 1951—57 гг. работает в Башкирском книжном издательстве, старший редактор; с 1957 года — заместитель главного редактора журнала «Агидель». В 1958—60 учился на Высших литературных курсах при Союзе писателей СССР. После окончания снова заместитель главного редактора журнала «Агидель», литературный консультант Союза писателей Башкирии.
Умер 20 мая 1983 года.

## Книги
- Сборники рассказов и повестей для детей «Первое испытание» (1953), «Лестница» (1954), «Мост Хамита» (1956), «Нынче летом» (1958), «Сын председателя» (1960), «Кто» (1960), «Кудрявушка и Пеструшка» (1961), «Халима и Халим» (1962), «Остров героев» (1968), «Алтынбикә» (1960) и др.;
- Лирические повести и рассказы «Лебедушка моя», «Расима», «Фания», сборник «Все остается на Земле» (1981) и др.;
- Трилогия на историко-революционную тему «Ржаной колос» (1970), «Верный конь и добрый молодец» (1973), «Памятники — для живых» (1975).
- Переводы на башкирский язык произведений Н. Гоголя, В Короленко, А. Серафимовича, Н. Носова, А. Мусатова и др.

## Награды
- Премия имени Салавата Юлаева «за роман „Арыш башагы“ („Колос ржи“)» (1970).